# 몬테베르디마리티모
몬테베르디마리티모 (Monteverdi Marittimo) 이탈리아 토스카나주의 피사도에 위치한 코무네 (지방자치단체)이다. 피렌체에서 남서쪽 약 80 킬로미터 (50 mi) 피사에서 동남쪽 약 60 킬로미터 (37 mi) 거리에 있다.